# Playa La Liserilla
La playa La Liserilla es una playa del océano Pacífico ubicada en la Región de Arica y Parinacota, Chile.
Se encuentra al sur del espacio urbano de Arica. Es una playa casi virgen y sólo se llega a pie porque se encuentra entre acantilados. Alberga uno de los paisajes naturales más sorprendentes del litoral ariqueño. Aquí se puede acampar. Se accede por la avenida Comandante San Martín al sur.
18°33′45″S 70°20′12″O / -18.56250, -70.33667
- Datos: Q6078421